# Diego Godín
Diego Roberto Godín Leal (n. 16 februarie 1986, Rosario⁠(d), Departmentul Colonia, Uruguay) este un fotbalist uruguayan liber de contract, care joacă pe post de fundaș central. Pe plan internațional, are prezențe la națională pentru Uruguay și Uruguay U20⁠(d).
A jucat nouă ani la Atlètico Madrid pentru care a debutat pe 4 august 2010 în Supercupa Europei contra lui Inter Milano câștigat de echipa sa cu scorul de 2-0.

## Echipa națională
La doar 19 ani, în 2005, a jucat primul său meci la naționala Uruguayului într-un meci amical pierdut contra Mexicului. În 2007 a fost chemat pentru Turneul Copa America.
În 2010 a jucat 4 meciuri la Campionatul Mondial contra Franței, Africii de Sud, Coreei de Sud și Olandei.

## Goluri internaționale
| 1. | 27 mai 2006       | Stadion Crvena Zvezda, Belgrad, Serbia       | Serbia și Muntenegru | 1–1 | 1–1 | Meci amical                                            |  |  |  |  |  |  |  |  |
| 2. | 16 august 2006    | Alexandria Stadium, Alexandria, Egipt        | Egipt                | 0–1 | 0–2 | Meci amical                                            |  |  |  |  |  |  |  |  |
| 3. | 18 octombrie 2006 | Centenario, Montevideo, Uruguay              | Venezuela            | 1–0 | 4–0 | Meci amical                                            |  |  |  |  |  |  |  |  |
| 4. | 24 iunie 2014     | Arena das Dunas, Natal, Brazil               | Italia               | 0–1 | 0–1 | Campionatul Mondial de Fotbal 2014                     |  |  |  |  |  |  |  |  |
| 5. | 8 octombrie 2015  | Hernando Siles, La Paz, Bolivia              | Bolivia              | 0–1 | 0–2 | Calificările pentru Campionatul Mondial de Fotbal 2018 |  |  |  |  |  |  |  |  |
| 6. | 13 octombrie 2015 | Centenario, Montevideo, Uruguay              | Columbia             | 1–0 | 3–0 | Calificările pentru Campionatul Mondial de Fotbal 2018 |  |  |  |  |  |  |  |  |
| 7. | 17 noiembrie 2015 | Centenario, Montevideo, Uruguay              | Chile                | 1–0 | 3–0 | Calificările pentru Campionatul Mondial de Fotbal 2018 |  |  |  |  |  |  |  |  |
| 8. | 5 iunie 2016      | University of Phoenix Stadium, Glendale, USA | Mexic                | 1–1 | 1–3 | Copa América Centenario                                |  |  |  |  |  |  |  |  |
|    |                   |                                              |                      |     |     |                                                        |  |  |  |  |  |  |  |  |

## Palmares

### Club
Nacional
- Liguilla 2007

Atlético Madrid
- UEFA Europa League: 2011–12, 2017–18
- La Liga: 2013–14
- Supercupa Europei: 2010, 2012
- Copa del Rey: 2012–13
- Supercopa de España: 2014, Finalist 2013
- Liga Campionilor UEFA

Finalist (2): 2013–14, 2015–16

### Națională
- Copa América: 2011

1. ↑  Catálogo de Autoridades de la Biblioteca Nacional de Uruguay, accesat în 20 aprilie 2024
2. ↑  Diego Roberto Godín Leal, As
3. ↑  DIEGO ROBERTO GODIN, Base de Datos del Fútbol Argentino
4. ↑  Diego Godín, Transfermarkt, accesat în 9 octombrie 2017
5. ↑   https://global.espn.com/football/player/_/id/104564, accesat în 21 iunie 2022 Lipsește sau este vid: |title= (ajutor)